# Fondo Nacional de Desarrollo Cultural y las Artes
El Fondo Nacional de Desarrollo Cultural y las Artes, más conocido por su acrónimo Fondart, es un fondo concursable administrado por la Subsecretaría de las Culturas y las Artes del Gobierno de Chile. Fue creado el año 1992 con el objetivo de financiar creaciones artísticas de toda índole, tanto a nivel regional como nacional.
Actualmente este fondo es la principal fuente de financiamiento de muchos artistas del país, y sus principales responsables son el ministro de las Culturas en el cargo y la Secretaria Ejecutiva de la organización del fondo.

## Disciplinas
- Artes Visuales
- Fotografía
- Artesanía
- Folclor
- Arquitectura
- Diseño
- Nuevos Medios
- Patrimonio Material e Inmaterial
- Gestión Cultural
- Culturas de Pueblos Originarios
- Desarrollo Cultural Local
- Turismo Cultural